# Begonia perrieri
Espèce
Begonia perrieri est une espèce de plantes de la famille des Begoniaceae.
Elle a été décrite en 1915 par Désiré Georges Jean Marie Bois (1856-1946).

## Répartition géographique
Cette espèce est originaire du pays suivant : Madagascar.